# Leopold Moczygemba
Leopold Moczygemba OFMConv, (ur. 18 października 1824 w Płużnicy Wielkiej, zm. 23 lutego 1891 w Dearborn) – franciszkanin konwentualny, założyciel miejscowości Panna Maria w Teksasie, w 1854. 
Wysłannik papieski do Ameryki i założyciel w 1879 polskiego Seminarium św. Cyryla i Metodego w Orchard Lake, przeznaczonego pierwotnie dla Polaków.

## Życiorys
Leopold był synem Leopolda, karczmarza, i Ewy Krawiec, córki chłopa z Boguszyc. Uczył się w gimnazjach w Gliwicach i Opolu. Następnie wyjechał do Włoch, gdzie 17 listopada 1843 w miejscowości Osimo (Prowincja Ankona) wstąpił do zakonu franciszkanów. Nowicjat odbył w klasztorze Santa Vittoria delle Fratte w Osimo. 18 listopada 1844 roku złożył śluby zakonne, a 25 lipca 1847 w Pesaro przyjął święcenia kapłańskie. Ze względu na wiek prokurator generalny zakonu musiał wystarać się o dyspensę na przyjęcie święceń. Później wyjechał do południowych Niemiec, do klasztoru Oggersheim.
Tu spotkał Jean-Marie Odina, biskupa diecezji Galveston w Teksasie, któremu polecił go o. Bonaventura Keller i namówił do podjęcia misji w Stanach Zjednoczonych. Po przeprowadzce do Teksasu Leopold rozpoczął działalność duszpasterską wśród Niemców mieszkających w okolicach San Antonio (m.in. w New Braunfels).
Następnie o. Leopold Moczygemba kupił ziemię w hrabstwie Karnes, koło San Antonio i sprowadził grupę Górnoślązaków, pochodzących z Płużnicy Wielkiej koło Strzelec Opolskich. Na wezwanie ojca Leopolda przybyło do Teksasu łącznie ok. 2300 osób. Pionierzy (ok. 150 osób), którzy dotarli już w 1854 roku, założyli na kupionej przez Leopolda ziemi osadę Panna Maria. Jej symbolicznym początkiem była msza, jaką ksiądz Moczygemba odprawił dla przybyłych Górnoślązaków w Wigilię 1854 roku. Narastające rozczarowanie warunkami życia w Teksasie sprawiło, że o. Moczygemba, w obawie przed samosądem, wyjechał na północ Stanów Zjednoczonych.
Podczas swojego życia czynnie wspierał Górnoślązaków i innych Polaków w północno-centralnych Stanach Zjednoczonych.